# Physcia caesia
Physcia caesia é uma espécie de fungo liquenizado folioso. Descrita pela primeira vez por Georg Franz Hoffmann em 1784, é comum em grande parte da Europa, América do Norte e Nova Zelândia, com distribuição mais esparsa na América do Sul, Ásia, Austrália e Antártida. Possui duas subespécies, P. c. caesia e P. c. ventosa, além de várias formas e variedades distintas. Estudos moleculares indicam que a espécie, como atualmente definida, pode ser polifilética. Geralmente apresenta coloração cinza pálida, escurecendo no centro (embora algumas formas sejam notavelmente mais escuras), e forma pequenas rosetas, com cerca de 2 a 3 cm de diâmetro na maturidade. Raramente apresenta apotécios, reproduzindo-se mais frequentemente de forma vegetativa por meio de sorédios, que se acumulam em montes cinza-azulados arredondados na superfície superior do talo. Cresce principalmente em rochas — especialmente calcárias, mas também basálticas e siliciosas — e também ocorre em ossos, cascas de árvores e solo. É nitrofílico e particularmente comum em substratos frequentados por aves.
Capaz de crescer em diversos ângulos e superfícies, Physcia caesia tolera uma ampla gama de condições ambientais extremas, desde altas temperaturas em desertos até baixas temperaturas na Antártida. Pode crescer em rochas secas ou umedecidas por infiltração e sobrevive a períodos prolongados de submersão irregular. Como muitos líquens que crescem em rochas, extrai nutrientes do substrato onde se fixa, além de água da chuva e poeira atmosférica. Está ameaçado pela perda de habitat devido ao desenvolvimento, bem como pelo pisoteamento ou sobreposição em seus locais de ocorrência. Várias espécies liquenícola [en] são conhecidas como parasitas dessa espécie.

## Taxonomia
Physcia caesia foi descrita pela primeira vez pelo botânico alemão Georg Franz Hoffmann em 1784 como Lichen caesius. Outros liquenólogos a classificaram em diversos gêneros antes e depois de sua transferência para o gênero atual por August Emanuel Fürnrohr em 1839. Possui duas subespécies, P. c. caesia e P. c. ventosa, além de várias formas e variedades distintas. Algumas dessas formas foram consideradas espécies distintas no passado. Embora esta espécie e Physcia aipolia [en] tenham sido consideradas um par de espécies, estudos moleculares sugerem que podem ser coespecíficas. Outros estudos indicam que tanto Physcia caesia quanto Physcia aipolia são táxons polifiléticos, com formas mais próximas de outras espécies do que entre si. O banco de dados nomenclatural MycoBank considera o táxon Physcia wainioi, um de seus muitos sinônimos, como uma espécie distinta.
O nome do gênero Physcia significa "inflado" ou "semelhante a uma salsicha", referindo-se à forma da espécie-tipo. O epíteto específico caesia é uma palavra em latim que significa "cinza-azulado".

## Descrição
Physcia caesia é um líquen folioso que forma pequenas rosetas, geralmente com 2 a 3 cm de diâmetro na maturidade, podendo atingir até 7 cm. O talo é cinza pálido, escurecendo no centro, e adere firmemente ao substrato. Seus lobos convexos são lineares, com 0,5 a 1,0 mm de largura, ocasionalmente até 2 mm. Em algumas regiões, como a Groenlândia, formas podem ser significativamente mais escuras, variando de cinza a cinza-escuro, com lobos mais largos ou estreitos. A superfície do líquen apresenta manchas brancas, embora nem sempre sejam evidentes. Possui sorédios cinza-azulados, acumulados em montes arredondados (conhecidos como sorálios) na superfície superior do talo. A superfície inferior é branca a marrom, com rizinas curtas e escuras. Apotécios são raros. Quando presentes, são discos negros de até 2 mm de diâmetro, com margens talinas proeminentes (o talo se estende ao redor das bordas dos apotécios) e uma pruinosidade acinzentada. Cada asco contém 8 esporos, de parede espessas e marrons, medindo 18–25 μm por 6–10 μm. Seu fotobionte é a alga verde Trebouxia impressa, associada a muitos líquens do gênero Physcia.
O córtex e a medula reagem positivamente com hidróxido de potássio (K), tornando-se amarelos. Também reagem positivamente com para-fenilenodiamina (Pd), ficando amarelos. Não apresentam reação com cálcio ou hipoclorito de sódio (C – alvejante), nem com KC (hidróxido de potássio seguido rapidamente por alvejante). Entre as substâncias produzidas pelo líquen estão atranorina e zeorina.

### Espécies semelhantes
Physcia caesia foi considerada por muito tempo um complexo de espécies com a muito semelhante Physcia aipolia, que geralmente apresenta apotécios negros e cresce epifiticamente. Pode ser confundida com Physcia poncinsii, mas esta possui sorálios "crateriformes" (côncavos, como uma tigela) em vez de arredondados, e lobos nitidamente convexos. Também pode ser confundida com Physcia dubia, que é bastante variável; no entanto, P. dubia possui sorálios em forma de lábios (geralmente apicais) e seu talo não reage com hidróxido de potássio.

## Distribuição e habitat

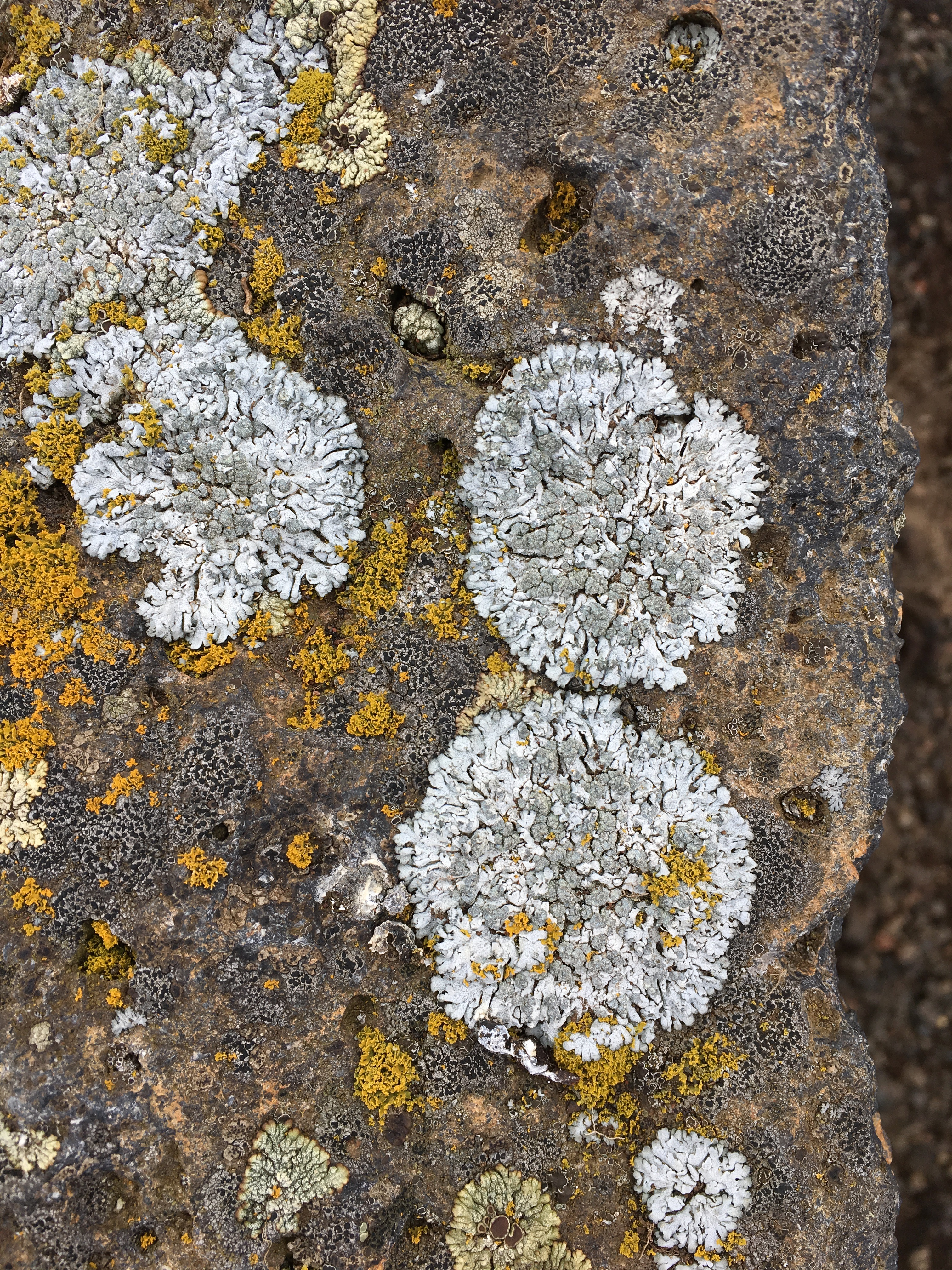
Physcia caesia em rocha na Ilha St. Paul, Alasca.

Physcia caesia é amplamente distribuída pelo mundo, encontrada em zonas de vegetação ártica, boreal e temperada. É comum em toda a Europa, sendo uma das espécies mais frequentes de Physcia na Groenlândia, e abundante no Reino Unido. Na América do Norte, está ausente do centro e sudeste dos Estados Unidos, partes da Grande Bacia e norte do Alasca. Na América do Sul, ocorre na Argentina, Chile e Peru, sendo comum em áreas temperadas, mas raro e restrito a elevações acima de 3.700 m em regiões tropicais. Está presente de forma esparsa na Ásia — na Índia, Butão, Nepal e Japão — e na África Oriental. É descrita como "cosmopolita" na Nova Zelândia, relatada em vários locais no sudeste da Austrália e Tasmânia, e também ocorre na Antártida.
É comum em substratos calcários, crescendo em calcário (incluindo tufa) e concreto. Também cresce em rochas basálticas e siliciosas, além de ossos. É particularmente frequente em rochas onde aves pousam e defecam. É raro em cascas de árvores; contudo, nas Montanhas Rochosas do Colorado, é um dos líquens predominantes em zimbros, crescendo principalmente a 0,1 m do solo nos lados norte e leste dos troncos. Na Antártida, cresce sobre musgos, solo e cascalho, podendo contribuir para a formação de crostas de solo no continente. Na Califórnia, é encontrado em florestas montanas e subalpinas, entre 300 a 2.440 m de elevação.

## Ecologia
Physcia caesia tolera uma variedade de locais, ocorrendo em superfícies verticais, inclinadas e horizontais, além de saliências rochosas. É encontrada em rochas secas e rochas umedecidas por infiltração, e pode tolerar submersão irregular. Sobrevive em condições quentes de deserto, principalmente no lado norte de encostas. Também prospera em condições frias, sendo capaz de fotossintetizar a temperaturas tão baixas quanto -14 °C.
Como muitos líquens que crescem em substratos rochosos, Physcia caesia acumula nutrientes essenciais — incluindo nitrogênio, fósforo, potássio e ferro — do substrato, água da chuva e poeira atmosférica. Suas hifas podem se estender até 17 mm no substrato. É nitrofílico e tolera níveis mais altos de amoníaco atmosférico do que muitas outras espécies de líquens, devido à sua capacidade de sobreviver em substratos com pH mais elevado. Foi registrado crescendo em uma superfície de chumbo (provavelmente um óxido desgastado). Acumula altas concentrações de metais pesados, incluindo cromo, zinco, cobre e ferro. É de crescimento lento, com um aumento de apenas 0,98 mm por ano em uma colônia observada em um estudo.
Na Groenlândia, frequentemente cresce em associação com outras espécies de líquens tolerantes a ambientes enriquecidos, como Umbilicaria arctica, Polycauliona candelaria, Rusavskia elegans [en], Physcia dubia e Rhizoplaca melanophthalma. Na Polônia, faz parte de comunidades de briófitas em telhados de amianto, ocorrendo com Syntrichia ruralis, Orthotrichum anomalum, Grimmia pulvinata [en], Schistidium apocarpum e outras.
Líquens foliosos como Physcia caesia apresentam sensibilidade intermediária à poluição do ar — menos sensíveis que líquens fruticosos, mas mais sensíveis que líquens crostosos. É encontrado em cidades, embora em menor frequência que espécies mais tolerantes à poluição. Como a maioria dos líquens, é impactado pela perda de habitat devido ao desenvolvimento, além de pisoteamento ou sobreposição em seus locais. No entanto, a preservação de muros de pedra antigos, edifícios e pontes pode ajudar a sustentar suas populações, mesmo em áreas urbanas. O líquen Physcia caesia é atacado por fungos liquenícolas, incluindo Polycoccum galligenum, Polycoccum pulvinatum, Zwackhiomyces physciicola e Bryostigma epiphyscium.